# Aèdon
Segons la mitologia grega, en un episodi recollit per Homer a l'Odissea, Aèdon (en grec antic: Άηδών) era filla de Pandàreu, heroi cretenc, i de la seva dona Harmòtoe (grec antic: Ἁρμοθόη). Va ser l'esposa del tebà Zetos, germà d'Amfíon.
Va tenir només un fill, i estava envejosa dels nombrosos fills de la seua cunyada Níobe, esposa d'Amfíon. Embogida per la gelosia, va intentar matar el fill primogènit de Níobe, Amaleu, mentre dormia. però per error va matar el seu propi fill, Ítil. El va plorar desesperadament fins que els déus, compadint-se, la van transformar en rossinyol (άηδών en grec).
Una llegenda diferent transmesa per Antoní Liberal, explica que Aèdon era filla de Pandàreu de Milet i estava casada amb l'artista Politecne. Vivien tots dos a Colofó, a Jònia, i amb ell havia tingut Ítil. Adoraven els déus i eren feliços. Però la seva felicitat els va fer orgullosos i van començar a dir que la seva unió era més forta que la de Zeus i Hera. La deessa, per castigar-los els va enviar la Discòrdia, Eris, que els va inculcar el desig de superació. Tots dos es van posar a treballar. Ell feia un carro, ella teixia. El que dels dos acabés abans la seva feina donaria a l'altre una esclava. Va guanyar Aèdon, ajudada per Hera, i Politecne, ple de ressentiment, va voler venjar-se. Va marxar cap a Efes, a casa del seu sogre per endur-se Quelídon, germana d'Aèdon, amb l'excusa de portar-la a veure a la seva dona. Pel camí de tornada, la va deshonrar, la va vestir d'esclava i li va tallar els cabells, i va amenaçar-la que si deia a la seva germana qui era, la mataria. Va entregar Quelídon a la seva germana com a esclava sense que Aèdon la conegués. Al cap d'un temps, un dia que era a la font, es va lamentar de les seves desgràcies i Aèdon la va sentir. La va reconèixer i totes dues van venjar-se matant Ítil i servint-lo per menjar al seu pare. Després van fugir a Milet. Un veí va advertir Politecne del que havia menjat i va sortir a perseguir a les germanes. Però uns criats de Pandàreu que sabien per les germanes el que havia passat, el van aturar, el van lligar i el van untar de mel, abandonant-lo al camp. Quan Aèdon el va veure turmentat per les mosques, es va compadir d'ell i va espantar els insectes. Els seus germans i el seu pare, plens d'indignació, la van voler matar. Però Zeus es va compadir de tota la família i va transformar-los en ocells. Pandàreu es va convertir en àliga marina, Harmòtoe, mare d'Aèdon, en alció, Politecne en picot, perquè temps enrere, Hermes li havia regalat un pic, el germà d'Aèdon va ser transformat en puput, i Aèdon, com indica el seu nom, en rossinyol. Quelídon va ser transformada en oreneta (χελίδων en grec), com a favor d'Àrtemis, ja que la noia la va invocar en el moment de ser violada pel seu cunyat. Va obtenir la gràcia de poder viure en companyia dels humans.